# Don Carlos (drama)
Don Carlos (Dom Karlos, Infant von Spanien en su versión original) es un drama en cinco actos escrito por Friedrich Schiller entre 1783 y 1787. La obra se enmarca en el movimiento Sturm und Drang. Se representó por primera vez el 29 de agosto de 1787 en el Deutsches Schauspielhaus de Hamburgo.

## Argumento
El título de la obra toma su nombre de la figura histórica de Carlos de Austria, Príncipe de Asturias e hijo del rey de España Felipe II. La pieza recrea los amores imposibles del infante con la esposa de su padre, Isabel de Valois. Al tiempo, los Países Bajos luchan por su libertad.

## Personajes
- Felipe II, rey de España
- Isabel de Valois, su esposa
- Carlos de Austria, Príncipe heredero
- El Marqués de Posa, Caballero de la Orden de Malta y amigo de Don Carlos
- Domingo, confesor del rey.
- El Duque de Alba
- La Princesa de Éboli
- El Conde de Lerma
- Raimond de Taxis

## Adaptaciones
- Don Carlos, ópera de Giuseppe Verdi.

- Datos: Q498408
- Multimedia: Don Carlos (Friedrich Schiller) / Q498408